# Homo qui tacere nescit, nescit discere
 Homo qui tacere nescit, nescit discere  лат. (изговор: хомо кви тацере несцит, несцит дисцере). Човјек који не зна да ћути, не зна ни да говори.(Публилије Сиранин)

## Поријекло изреке
Изговорио Публилије Сиранин римски писац сентенција које су цвјетале у првом вијеку п. н. е.

## Изрека другачије
Si tacuisses, philosophus mansises  лат. (изговор: си такуисес, филозофус мансисес. Да си ћутао остао би филозоф.

## Изрека у српском језику
У српском језику се каже: "Човјек се по бесједи познаје"

## Тумачење
Човјек који не зна да ћути, не зна ни да говори, јер за правовремено ћутање, треба имати памет. Пошто такав нема памет, он нема шта ни да каже, односно не зна ни да говори.